# أرفيد باردو
أرفيد باردو (بالإنجليزية: Arvid Pardo) هو دبلوماسي مالطي، ولد في 12 فبراير 1914 في روما في إيطاليا، وتوفي في 19 يونيو 1999 في سياتل في الولايات المتحدة.